# Arbeitskreis Orientierungs- und Bildungshilfe Berlin
Der Berliner Arbeitskreis Orientierungs- und Bildungshilfe e.V. (AOB) ist ein freier Träger der Erwachsenenbildung für Jugendliche und Erwachsene, die Lesen und Schreiben lernen wollen. Ziel sei es, sie beim Erwerb der Schriftsprache zu unterstützen. Zielgruppen sind Lese-/Schreibunkundige, Lese-/Schreibungewohnte, funktionale Analphabeten, Legastheniker und nach eigenen Angaben „Geflüchtete und MigrantInnen“ und Menschen, die „mit dem Lesen- und Schreibenlernen keine guten Erfahrungen gemacht haben.“ Die Kurse des Bundesamtes für Migration und Flüchtlinge sind ausdrücklich ausgenommen.

## Geschichte
Der Verein wurde im Jahr 1977 von Marie Luise Oswald und anderen gegründet und war damit der erste Verband in Deutschland, der mit der Alphabetisierung deutschsprachiger Jugendlicher und Erwachsener begonnen hatte. Der als gemeinnützig anerkannte Träger ist seit 1980 Mitglied im Deutschen Paritätischen Wohlfahrtsverband und wird durch die Senatsverwaltung für Bildung, Jugend und Sport des Landes Berlin gefördert. Im gleichen Jahr gab das Bundesministerium für Bildung und Wissenschaft eine Studie über Alphabetisierung in der Bundesrepublik Deutschland an den AOB in Auftrag, die von Marie Luise Oswald und Horst-Manfred Müller erstellt wurde. Zwei Jahre später wurden die Ergebnisse veröffentlicht.
Darüber hinaus betätigt sich der Arbeitskreis auch als Verlag und als Herausgeber einer Schriftenreihe.